# Liam Aylward

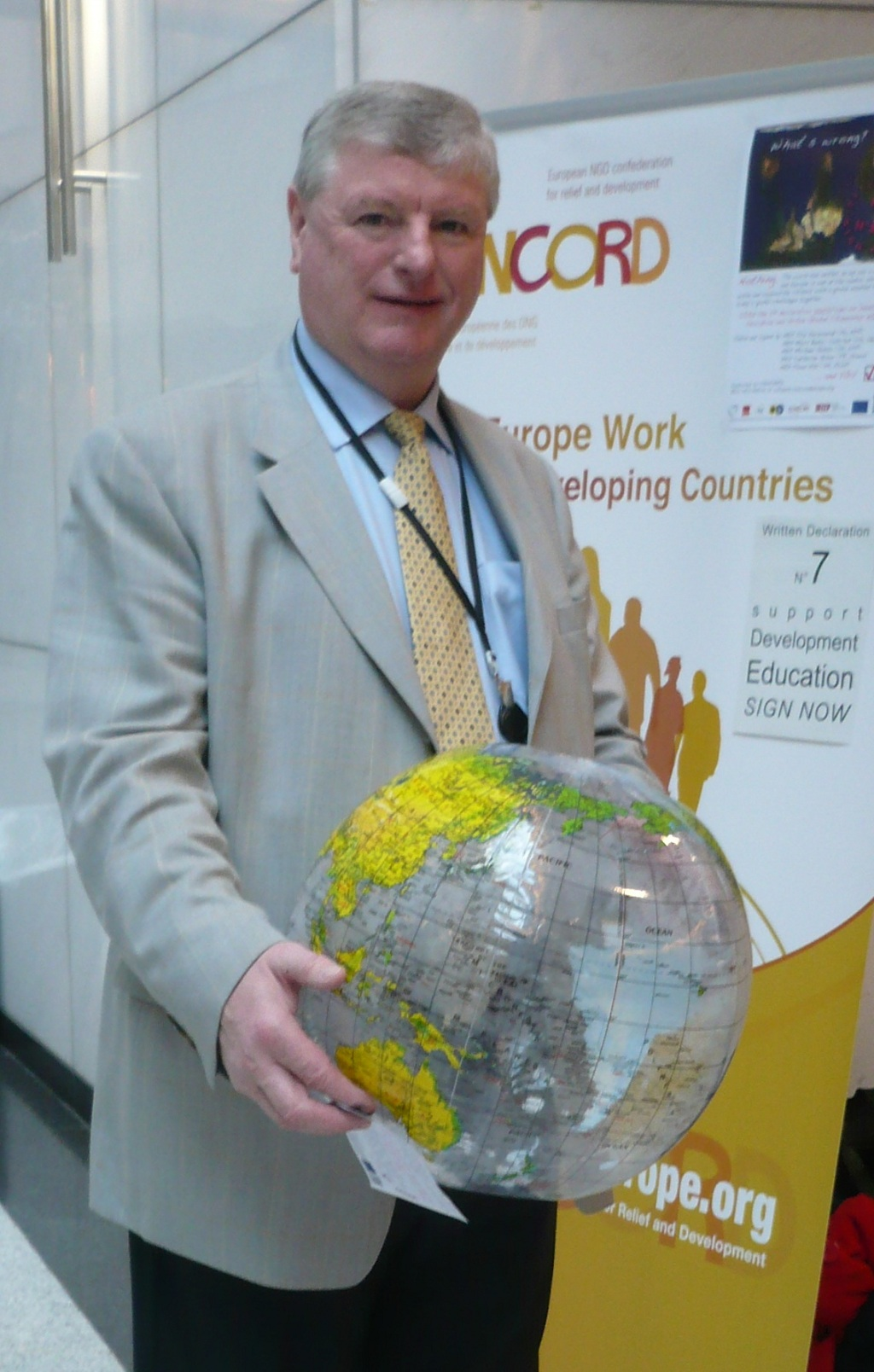
Liam Aylward

Liam Aylward (irisch Liam Aighleart, * 27. September 1952 in Kilkenny, County Kilkenny) ist ein irischer Politiker.
Liam Aylward wurde 1952 als Sohn des irischen Politikers Bob Aylward geboren. Er erhielt 1972 sein Diplom im Bau- und Gebäudewesen und war danach als Labortechniker tätig. Von 1974 bis 2002 gehörte er dem Kilkenny County Council an. 1977 wurde er erstmals für die Fianna Fáil in das irische Unterhaus, den Dáil Éireann, gewählt. In seiner Zeit als Abgeordneter (Teachta Dála) hatte Aylward diverse Posten als Staatsminister inne. Unter anderem war er vom 25. November 1988 bis zum 11. Februar 1992 Staatsminister im Energieministerium (Minister of State at the Department of Energy), danach dann vom 13. Februar 1992 bis zum 15. Juni 1994 Staatsminister im Ministerium für Bildungsfragen (Minister of State at the Department of Education) und schließlich vom 18. Juni 2002 bis zum 15. Juni 2004 Staatsminister im Ministerium für Landwirtschaft und Nahrungsmittel (Minister of State at the Department of Agriculture and Food). 
Als Aylward Juni 2004 in das Europäische Parlament gewählt wurde, trat er von seinem Posten als Staatsminister zurück, blieb jedoch weiterhin bis zum Ende der Legislaturperiode Abgeordneter. Bei den Wahlen im Mai 2007 zum 30. Dáil Éireann trat er nicht mehr an. Stattdessen kandidierte sein Bruder und Parteikollege Bobby Aylward. Als Mitglied des Europäischen Parlaments gehörte Aylward erst der Fraktion Union für ein Europa der Nationen an. Seit 2009 ist er Teil der Fraktion Allianz der Liberalen und Demokraten für Europa. Aylward ist Mitglied im Ausschuss für Landwirtschaft und ländliche Entwicklung sowie in der Delegation für die Beziehungen zu den Ländern des Mercosur und in der Delegation in der Parlamentarischen Versammlung Europa-Lateinamerika.
Aylward war von 1987 bis 1988 Vorsitzender der Gesundheitsbehörde für Südostirland (South-Eastern Health Board), sowie von 1997 bis 2002 Vorsitzender der Behörde für Berufsbildung (Vocational Education Authority).
Er ist verheiratet und hat vier Kinder, zwei Söhne und zwei Töchter.